# Kenneth Alan Ribet

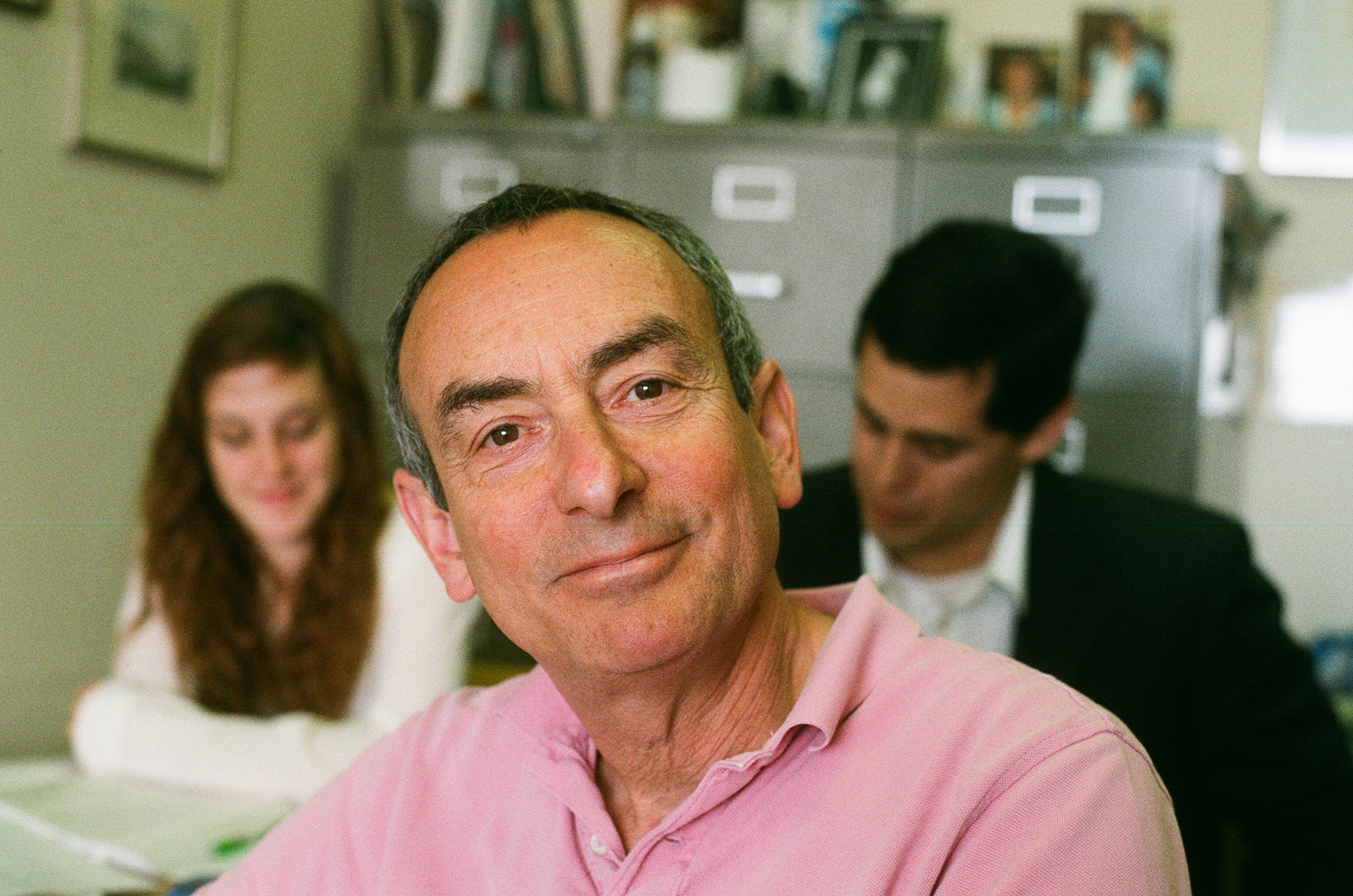
Kenneth Alan Ribet în 2013

Kenneth Alan "Ken" Ribet (n. 28 iunie 1948) este un matematician american și profesor la Universitatea Berkeley din California.
Domeniul său de interes cuprinde teoria algebrică a numerelor și geometria algebrică.
Se consideră că a pregătit drumul lui Andrew Wiles către demonstrarea Marii teoreme a lui Fermat.
A demonstrat veridicitatea conjecturii epsilon a lui Jean-Pierre Serre.
I se atribuie un număr Erdős de valoare 3.
1. ↑  Czech National Authority Database, accesat în 28 ianuarie 2023
2. ↑  Czech National Authority Database, accesat în 1 martie 2022
3. ↑  IdRef, accesat în 23 mai 2020
4. ↑  ORCID Public Data File 2023, accesat în 10 noiembrie 2023
5. ↑   http://www.ams.org/news?news_id=1680, accesat în 24 noiembrie 2022 Lipsește sau este vid: |title= (ajutor)
6. ↑   http://www.ams.org/fellows_by_year.cgi?year=2013, accesat în 24 noiembrie 2022 Lipsește sau este vid: |title= (ajutor)